# سانتياغو كانيت
سانتياغو كانيت (بالإسبانية: Santiago Cañete)‏ (من مواليد 18 ديسمبر 1935) هو مصارع رياضي إسباني. تنافس في وزن البنطال اليوناني الروماني للرجال في دورة الألعاب الأولمبية الصيفية لعام 1960.

## وصلات خارجية
- سانتياغو كانيت على موقع أوليمبيديا (الإنجليزية)